# シオネ・ヴァイラヒ
ザ・バーバリアン（The Barbarian）のリングネームで知られるシオネ・ヴァイラヒ（Sione Havea Vailahi、1958年9月6日 - ）は、トンガ・ヌクアロファ出身のプロレスラー。
大相撲朝日山部屋出身の元力士であり、プロレス転向後はコンガ・ザ・バーバリアン（Konga the Barbarian）の名義で新日本プロレスに度々来日した。
ノード・ザ・バーバリアンことジョン・ノードとは別人。両者は1991年下期から1992年上期にかけて、WWFを共にサーキットしていた（当時のノードのリングネームは「ザ・バーザーカー」）。
レスラー間では、バーブ（Barb）の愛称で呼ばれた。姪のセイニー・トンガもプロレスラーであり、レイディー・タパ（Lei'D Tapa）のリングネームでOVWやTNAなどで活動。2017年7月30日にはRIZINに参戦してKINGレイナと対戦した。

## 来歴
1974年末、福ノ島ことウリウリ・フィフィタ（後のキング・トンガ、ハク、ミング）らと共にトンガ国王の命で来日し、大相撲の朝日山部屋に入門。幸ノ島（さちのしま）の四股名を与えられ、1975年3月に初土俵を踏むが、部屋の後継問題が原因で1976年9月に廃業を余儀なくされる（トンガ人力士廃業騒動）。その後アメリカに渡り、元AWA世界タッグ王者レッド・バスチェンに師事。1980年、カリフォルニア地区でキラー・カール・クラップを相手にプロレスラーとしてデビューした。
当時はトンガ・ジョン（Tonga John）をリングネームに、ジミー・スヌーカ系のアイランダー・ギミックのベビーフェイスとして活動。1981年からはNWAのミッドアトランティック地区やセントラル・ステーツ地区、プエルトリコのWWCなどを転戦して、コンガ・キッド（Konga Kid）、キング・コンガ（King Konga）などの名義で試合を行った。WWCでは1984年7月7日、ヘラクレス・アヤラからプエルトリコ・ヘビー級王座を奪取している。
1985年より、当時大人気だったロード・ウォリアーズのビジュアル（モヒカン刈りに顔面ペインティングのマッドマックス・スタイル）を真似たヒールに変身。コンガ・ザ・バーバリアン（Konga the Barbarian）と改名してミッドアトランティック地区に戻り、ポール・ジョーンズ率いるヒール軍団に加入、スーパースター・ビリー・グラハムやアブドーラ・ザ・ブッチャー、バロン・フォン・ラシク、シャスカ・ワトレーらと共闘する。1985年10月には新日本プロレスに初来日、アントニオ猪木ともシングルマッチで対戦した。以降も新日本プロレスの常連外国人となり、スティーブ・ウィリアムスとの抗争アングルなども組まれた。
1987年11月、ミッドアトランティック地区にて同じくウォリアーズを模したキャラクターのザ・ウォーロードとコンビを組み、フェイク版ロード・ウォリアーズのパワーズ・オブ・ペイン（The Powers of Pain）を結成。リングネームもザ・バーバリアン（The Barbarian）と簡略化させ、本家ウォリアーズとタッグ抗争を展開する。1988年2月12日にはプレイング・マネージャーのイワン・コロフを加えたトリオで、ダスティ・ローデス、ロード・ウォリアー・ホーク、ポール・エラリング（負傷したロード・ウォリアー・アニマルの代打で出場）を破り、NWA世界6人タッグ王座を獲得した。
1988年6月からはデモリッションのライバル・チームとして、ウォーロードと共にWWFに移籍。当初はベビーフェイス、後にヒールとなり、ミスター・フジをマネージャーに迎えてデモリッションと抗争を繰り広げた。1990年下期、リージョン・オブ・ドゥームことロード・ウォリアーズのWWF参戦に伴いウォーロードとのコンビを解散し、毛皮のコスチュームをまとった野人ギミックのシングルプレイヤーに転向。ボビー・ヒーナンのファミリーに加わり、旧友ハクとの新チームで活動した。1991年には、当時のWWFの日本での提携先だったSWSに3回来日している。
1992年よりマッドマックス・スタイルに戻ってWCWに移籍し、カクタス・ジャックやディック・スレーターと結託。6月25日にはスレーターと組んでマイケル・ヘイズ&ジミー・ガービンのファビュラス・フリーバーズからUSタッグ王座を奪取、10月25日開催のPPV "Halloween Havoc" ではロン・シモンズのWCW世界ヘビー級王座に挑戦した。1993年には新日本プロレスに久々に参戦、10月開幕の "Super Grade Tag League III" にもマサ斎藤と組んで出場している。1994年下期よりWWFに再登場、負傷で離脱したサムゥに代わるファトゥの新パートナーとなり、ヘッドシュリンカーズ（The Headshrinkers）に加入した。

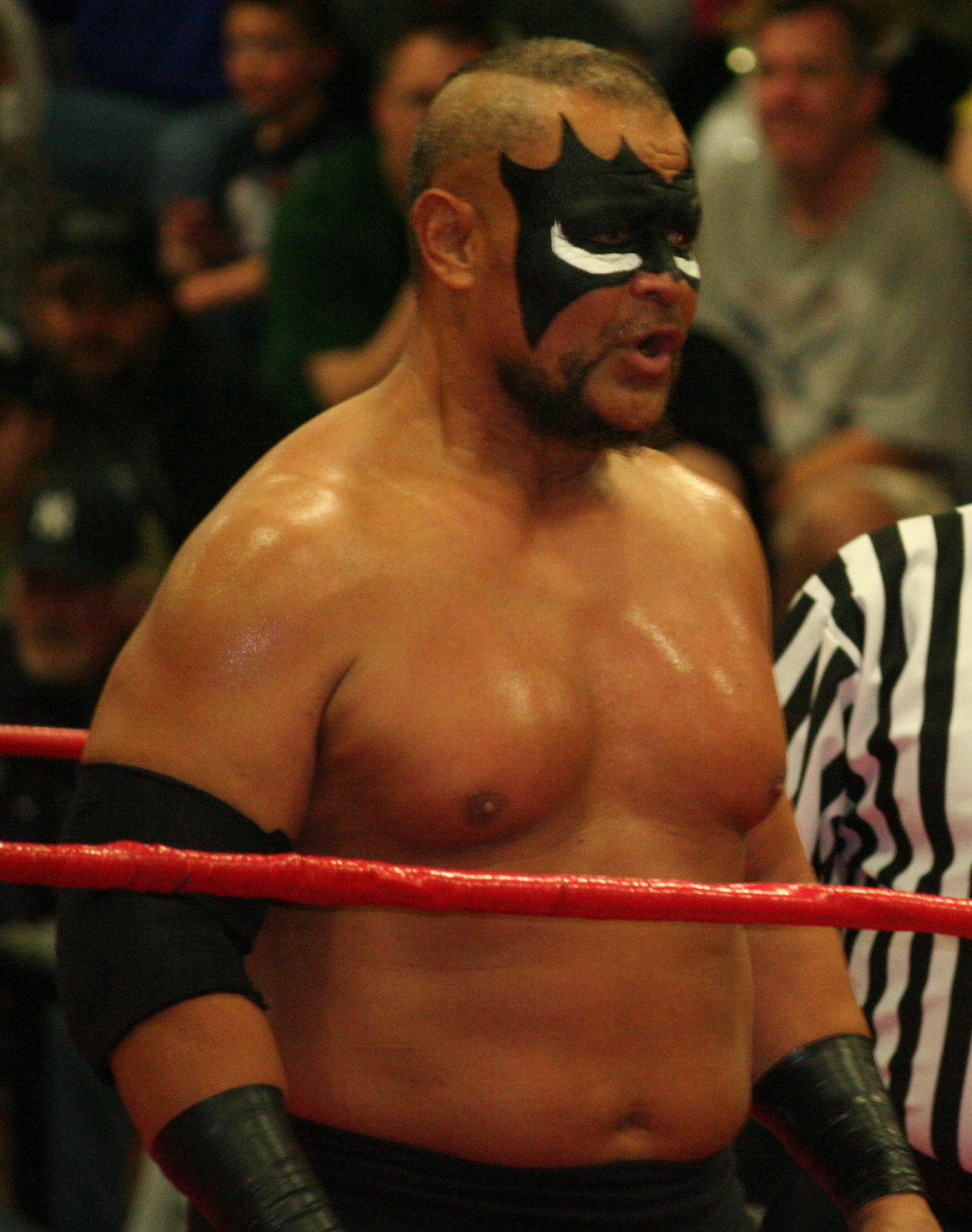
ザ・バーバリアン（2012年）

1996年にWCWに復帰して、1999年頃までセミレギュラーとして定着。ミング（ハク）とフェイシズ・オブ・フィアー（The Faces of Fear）なるタッグチームを結成し、スティービー・レイ&ブッカー・Tのハーレム・ヒート、ケビン・ナッシュ&スコット・ホールのアウトサイダーズ、ブライアン・ノッブス&ジェリー・サッグスのナスティ・ボーイズなどと対戦したが、中堅のポジションからオーバーすることはできなかった。
WCW離脱後はインディー団体を転戦して、2000年8月2日にオーストラリアのスーパースターズ・オブ・レスリングでカート・ヘニングからヘビー級王座を奪取。2004年8月31日にはIWAジャパンの10周年記念興行に来日、IWA世界ヘビー級王座の争奪トーナメントに出場し、1回戦でジョージ・ハインズを下したが、準決勝の2回戦でジム・ドゥガンに敗退した。
セミリタイア後も各地のインディー団体への参戦を続け、2008年2月にはテッド・デビアスをマネージャー役に、旧敵デモリッション・アックスとのタッグでバージニアのACWに登場。2012年9月14日にはCHIKARAの6人タッグチーム・トーナメント「キング・オブ・トリオ」に、ミング&ウォーロードと組んでのフェイシズ・オブ・ペイン（The Faces of Pain）として出場。1回戦でマイク・ベネット&ヤング・バックスのチームROHと対戦した。2014年7月12日にはジョージアのNWAアトランタに、ウォーロードとのパワーズ・オブ・ペインで出場している。

## 得意技
- ダイビング・ヘッドバット
- ビッグ・ブート
- リフトアップ・スラム
- パワースラム
- ダイビング・エルボー・ドロップ
- ダイビング・クローズライン
- ジャパニーズ・レッグ・ラリアット

## 獲得タイトル
ワールド・レスリング・カウンシル
- WWCプエルトリコ・ヘビー級王座：1回[5]

ミッドアトランティック・チャンピオンシップ・レスリング
- NWA世界6人タッグ王座（ミッドアトランティック版）：1回（w / ザ・ウォーロード&イワン・コロフ）[11]

ワールド・チャンピオンシップ・レスリング
- WCW USタッグ王座：1回（w / ディック・スレーター）[18]

ワールド・リーグ・レスリング
- WLWヘビー級王座：1回

スーパースターズ・オブ・レスリング
- SOWヘビー級王座：1回

インターナショナル・アソシエーション・オブ・レスリング
- IAWヘビー級王座：1回

NWAバージニア
- NWAバージニア・ヘビー級王座：1回

NWAミッドアトランティック
- NWAミッドアトランティック・ハードコア王座：1回

## 入場テーマ曲
- 「Crime Wave」Prism（アルバム『See Forever Eyes』に収録）